# Sveti Križ Začretje
Sveti Križ Začretje je općina u Hrvatskoj, u Krapinsko-zagorskoj županiji.

## Zemljopis
Mjesto se smjestilo na zaravni osamljenog brežuljka u sredini naplavnih dolina potoka/rječica Krapinčice te pritoka Šemnice i Pačetine. Nalazi se uz cestu Zagreb – Macelj, na pola puta između Zaboka i Krapine. S istoka i zapada je omeđeno brdima koja se od smjera Krapine prema Zaboku spuštaju u ravnicu rijeke Krapine. Zapadna brda se vežu na Ivančicu i goru Veternicu, dok se istočna povezuju na goru Strahinjšćicu. 
Na brežuljak ceste dolaze s tri strane i tvore cjelinu trga kakvog se rijetko nalazi u mjestima te veličine. Trg je omeđen dominantnim objektima mjesta. Crkva na zapadu s verikalom zvonika, dvorac oblika razvučenog slova "v" s istoka, zgradom (stare) pučke škole na sjeveru, novijom (sada starom) pučkom školom i župnim dvorom na jugu. Kraj puta prema groblju (na istok) su dva umjetno napravljena jezerca-ribnjaci napajani vodom iz Šemnice. Brdašce od tu iskopane zemlje je tristotinjak metara dalje, nekad mu je na vrhu bila mogila i obelisk Sermagea. Sad je pokraj brdašca sagrađena mrtvačnica i parkiralište za groblje, koje je istočnije na padini brda Ciglenica. Nakon gradnje autoceste tu prolazi i novosagrađena cesta prema selima Vrankovec i Švaljkovec odnosno Ciglenica i Zleć/Štrucljevo. Mjesto su obuhvatile, s istoka, traka autoceste i, sa zapada, željeznička pruga.

Sjedište je župe iz koje su se u dvadesetom stoljeću odvojile nove župe Zabok, Krapinske Toplice i Bedekovčina.
Vlasnici dvorca i okolnih posjeda su bili napredni poljoprivrednici i vinogradari te imali vrsne konje i krave. Proveli su prve melioracije potoka koji su s jeseni i u rano proljeće plavili njive i sjenokoše. Poznato je da je grofica Henrika Regina Sermage obskrbljivala, a poslije i grof Janko Vraniczany-Dobrinović bečki dvor poljoprivrednim proizvodima i vinom. Janko je imao zavidnu kolekciju kočija i sedla. 
Izgradnjom pruge Zabok-Krapina-Đurmanec-Lupinjak (otvorene do Krapine 1886., do Lupinjaka 1930.) i prvo Zagorske magistrale 1960. pa autoceste Zagreb-Macelj (do Krapine 2004. do Macelja 2007.) s izlazom Sveti Križ, magistralnih dalekovoda, vodovoda i plinovoda velik dio plodnih naplavnih polja potoka Šemnice, Krapinice i Pačetine je potrošen za prometnice i infrastrukturu. Kao dobra slika toga treba se podsjetiti po nesrećama tragičnog raskršća u nivou stare ceste Zagreb-Ptuj (rimska Andautonia=Šćitarjevo-Petovia=Ptuj) sa Zagorskom magistralom i sadašnje slike istog Švaljkovca sa 7 mostova ili nadvožnjaka.
 Ukidanjem kmetstva, prolaskom pruge te mogućnošću zapošljavanja u Zagrebu stanovništvo se s obližnjih vrhova okolnih brda, po kojima su bili zaselci, seli u ravnicu u podnožja brda uz ceste.

## Stanovništvo
| broj stanovnika | 3793  | 4358  | 4886  | 5340  | 5662  | 6159  | 6020  | 6786  | 6898  | 6896  | 6892  | 6820  | 6825  | 6650  | 6619  | 6165  | 5659  |
|                 | 1857. | 1869. | 1880. | 1890. | 1900. | 1910. | 1921. | 1931. | 1948. | 1953. | 1961. | 1971. | 1981. | 1991. | 2001. | 2011. | 2021. |

| broj stanovnika | 109   | 198   | 241   | 197   | 174   | 169   | 147   | 235   | 309   | 365   | 479   | 690   | 828   | 869   | 868   | 897   | 922   |
|                 | 1857. | 1869. | 1880. | 1890. | 1900. | 1910. | 1921. | 1931. | 1948. | 1953. | 1961. | 1971. | 1981. | 1991. | 2001. | 2011. | 2021. |

## Povijest
Prvi dio imena Sveti Križ nastao je po crkvi posvećenoj Svetom Križu. Nema podataka o tome kada je osnovana župa, no iz popisa župa 1334. godine poznato da je crkva Svetog Križa na posjedu Petra, sina Nuzlinova postojala već te godine, što znači da je već ranije podignuta. 
0 drugom dijelu imena mjesta Začretje postoje dvije verzije. 
Prva verzija je da je zbijeno naselje na povišenom platou kojeg okružuju lugovi, današnje sjenokoše, nekad bila hrastova šuma zvana "čret". Druga je verzija da "čret" znači močvarno područje (poplavno područje utoka dva potoka Šemnice i Pačetine u potok Krapinčicu ili Krapinicu kako ga lokalno zovu), pa je iza toga "čreta" odmorište. Stoga bi jednostavno rekli: "Idemo za čret" iz čega je vremenom nastalo Začretje.
U lokalnom govoru ga zovu Svaetikriž, a stanovnike Svetokrišćani (ae kao u kaj).

Župna crkva Svetog Križa potječe iz 12. ili početka 13. stoljeća. Pregrađivana je tijekom 18. stoljeća. Podatak iz 1233. godine kaže da je tada herceg Hrvatske, kasnije hrvatsko-ugarski kralj Bela IV., bježeći pred neprijateljem, sa svojom pratnjom zapeo u blatu u današnjoj Bedekovčini. Ondje mu je majstor popravio kočiju, a on mu je zauzvrat darovao posjed i plemićku titulu. Isto tako 1334. Ivan arhiđakon Gorički navodi u arhiđakonatu Zagorje pod brojem 8. crkvu Sv. Mihovila "prope" Komor, što je današnja crkva svetog Vida u Komoru Začretskom. 1256. godine magister Mihalj lektor zagrebačkog kaptola, brat bana Buzada mijenjao je sa svojim zetom Jurkom, sinom bana Očića, imanja u Zagorju i Međimurju. U ispravi o toj zamjeni spominje se imanje Komor.
Na naplavnim pribrđima česti su iskopi necakljene keramike iz neutvrđenog razdoblja.
Naselje Štrucljevo je osnovano u 11. stoljeću. Ono je i najstarije naselje u županiji.
1940. godine u Svetom Križu Začretju održan je euharistijski kongres.

## Gospodarstvo
TEP d.o.o.-Tvornica elektrotehničkih proizvoda
Belanović Projekt
Honning
Prostoria

### Vlasnici i gospodari dvorca
- Juraj Keglević od Bužima 1622. u oporuci spominje dvor u Svetom Križu koji treba nasljediti sin Sigismund. Bio je podban, zapovjednik i komandant hrvatske vojske.[5] Nije imao muških potomaka.
- Barbara Keglević, kćerka Sigismunda 1665. nasljeđuje dvorac, ima pravo mača (lat.ius gladii: pravo preneseno s više vlasti, čak i smrtne presude podanicima na području kojim vladaju:) i kolatorica je crkve Svetog Križa
- Petar VII. Keglević, nećak Barbare nasljeđuje dvorac
- Aleksandar Keglević 1724. sin Petra, nasljeđuje dvorac, od njega ga kupuje nećak Petar VIII.[6]
- Petar VIII. Keglević ženi Anu Mariju Valpurgu Drašković (1725. – 1782.). Dobivaju kćeri Katarinu (1749. – 1811.) i Josipu (1744. – 1790.) koja nasljeđuje dvorac.
- Katarina Patačić[7] se udala u Varaždin za baruna Franju Patačića.[8]  Svoje brojne pjesme za spomenare, ode i prigodnice sastavila je na kajkavskom narječju. Tiskala je zbirku "Pesme Horvatszke".
- po smrti supruga Ana Marija Valpurga se 1775. preudaje za Petra-Troila Sermage (1722. – 1771.) de Szomszedvar et Medvedgrad. 
* 1796. se izgrađuje Žitnica.
- 1800. godne dvorac nasljeđuju Mauricije i Amalija ženidbom u rodu. Mauricije (1763. – 1812.) je sin Ana Marije Valpurge i Petra-Troila a Amalija (1780. – 1855.) kćerka njegove polusestre Josipe i očuhova sina Petra Ivana Nepomuka Sermage de Szomszedvar.
 1800. godine premiještaju postojeće groblje kraj crkve na pribrđe nasuprot Začretja kraj sela Ciglenica.
- 1832. se njihova kćerka Henrika Regina Sermage (1811. – 1895.) 19. prosinca u Berlinu udaje za Ernesta von Schlippenbach (rođen 21. lipnja 1804. u Arendseeu (Brandenburg) – umro 25. svibnja 1885. u Svetom Križu) Sahranjen je u mogili na umjetnom brdašcu prije groblja. Uzorno vodi imanje i 1834. poklanja stan i zemlju za vrt učitelju. 
* 1886. seli u Prusku i prodaje dvorac.
- Barun Janko Vraniczany-Dobrinović 1887. kupuje dvorac. 1884. je predsjednik (vojvoda) dobrovoljnog vatrogasnog društva i limene glazbe. Ponosni je vlasnik uzornog imanja koje proširuje. Poznat je uzgajivač konja.
- 2002. Janko Mršić-Flögel 2002. dolazi u vlasništvo, uređuje dvorac i 2006. godine otvara Institut za informatičke inovacije.

## Poznati Svetokrišćani
Ivan pl. Kukuljević Sakcinski (1816. – 1889.) preminuo je u Pustodolu u drvenoj kuriji Puhakovec. U Saboru je 2.5.1843. održao prvi govor na hrvatskom jeziku. Povjesničar i predsjednik Matice Hrvatske.

Lavoslav Vukelić (1840. – 1879.) Rođen je u Bočaju kod Kosinja, školovan u Gospiću. "Književno cvieće" zbirka pjesama 1882. Uveo pojam zvonjelica, odobren od A. Šenoe, za sonet. Zaboravljeni hrvatski književnik. Lijep nadgrobni spomenik rad H. Bollea.

Pavao Fizir je darovao prostor u kući da se 1876. otvori čitaonica. Pravila društva "Čitaonice" u Sv. Križu podnijeta su na ovjeru nadležnim organima Kraljevskoj hrvatsko-slavonsko-dalmatinskoj vladi, Odjelu za unutarnje poslove. Pravila su u ime Odbora za izradak pravila potpisali ravnajući učitelj Mirko Bakliža i Lavoslav Vukelić kao tajnik podžupanije Krapinsko-topličko svetokriške.

Marija Jurić Zagorka (Rođena: 1. siječnja 1873. u selu Negovec kraj Vrbovca Umrla: 30. studenoga 1957. u Zagrebu.) je svoje djetinjstvo i mladost provela u Švaljkovcu u (danas urušenoj) kuriji Šenjugovo jer joj je otac bio upravitelj barunskog imanja. Hrvatska književnica.

Ivan Lovrenčić (1917. – 2003.) akademski slikar, stalni postav izložbe u Žitnici.

Rudi Stipković karikaturist, stalna izložba karikatura u Žitnici.

Stjepan Jačmenica privatna zbirka starog oružja, spisa i predmeta.

Verica Jačmenica-Jazbec (1946.) kajkavska pjesnikinja. Izdala zbirke pjesama "Droptinice" 1970. i "Svetokriški kajkavski zapisi" 2006.
Julije Lemberger, liječnik po kojem se mjesni trg. Njegova je sinovica Vlatka zagorska inačica priče o Ani Frank, ali sa sretnim završetkom, zahvaljujući dobroti Svetokrišćana. Sinovica Vlatka bila je spikerica Radio Zagreba.

## Spomenici i znamenitosti

### Župna crkva Svetog Križa u Svetom Križu Začretju
Župna crkva Svetog Križa. Vrlo su vrijedni barokni bočni oltari i propovjedaonica iz 1777. godine, kalež iz 1620. godine. Glavni klasicistički oltar iz 1786. je od sadre. U desnom bočnom brodu je drveni kip nazvan "Oplakivanje Krista" koji potječe s kraja 15. ili prve polovine 16. stoljeća. Graditelj Ferdo Heferer je 1894. sagradio 2-manualne orgulje s 14 registara, restaurirane su 1997. godine.

Župni dvor, kuća u kojoj se nalazi župski ured i stan za župnika, zove se raznim imenima: farof (njem. Pfarrof, Pffarrhaus) plebanija, parokija, kurija, župni stan. Nalazi se na sredini južne strane središnjeg trga.

### Kapele u župi
Kapela svetog Vida u Komoru je gotskog stila. Prvi se put spominje u popisu iz 1334. godine, a na istom mjestu je oko 1630. podignuta današnja kapela. Glavni je oltar posvećen svetom Vidu iz 1718. godine. Od 2000. do danas je potpuno obnovljena.

Kapela Majke Božje Marije u Klupcima je postojala je već 1502. godine, a prvi je opisana 1639. u kanonskoj vizitaciji. 

Kapela svete Ane u Završju Začretskom se prvi put spominje 1627. godine.

### Dvorci i kurije
Dvorac u Začretju 

Dvorac u Mirkovcu

Kurija u Švaljkovcu

Kurija u Pustodolu
Osnovna škola (na sjevernoj strani trga, nasuprot župnog dvora) je otvorena 13.4.1838.

### Povijest i arhitektura dvorca
Dvorac 

Dvorac Sveti Križ Začretje spominje se u različitim publikacijama i u različitom kontekstu. Među njima se ističe knjiga Vladimira Markovića (Barokni dvorci Hrvatskog zagorja, Kajkavsko spravišće, Zagreb 1975, str. 43-46, ibid. 123-126) u kojoj je objavljen stručno utemeljen i analitički obrazložen podrobni opis kronologije gradnje i stilskih obilježja zatečene arhitekture dvorca.

Početak izgradnje dvorca seže na početak 17. stoljeća. Iz tog vremena potječe njegov najsjeverniji izbočeni dio. Ostatak dvorca građen je u dva maha tijekom 18. stoljeća, prvo troetažno starije, a zatim četveroetažno novije krilo, kad je dovršena i vanjština dvorca. Starije krilo dvorca je duže i leži u smjeru sjever-jug, a njemu je pod tupim kutom pridruženo novije krilo usmjereno na sjeverozapad. Oba su krila povezana središnjim poligonskim dijelom koji sadrži kružne prostorije u četiri etaže. Središnji dio u začelju služi kao ulaz u dvorac, a rizalitom u pročelju ostavlja dojam tornja, jer mansardnom etažom nadvisuje oba krila dvorca. Rizalitno pročelje krasi balkon i niz dorskih polustupova na prvom katu, dok su visokoprizemna i podrumska etaža izgubile međusobnu povezanost putem bivšeg stepeništa između visokoprizemnog balkona i pretpodrumskog zatvorenog prostora. 

Začelje dvorca gleda na park koji graniči s mjesnim trgom. Na toj se strani duž čitavog zdanja protežu dugi hodnici (izvorno poluotvorena kolonada) iz kojih se ulazi u dvorane oprozorene prema istočnom i južnom obronku.

Ispred pročelnog rizalita nalazila se vrtna terasa od koje su se bočno simetrično niz strmi obronak spuštali kraci stubišta. Terasa i stubište imali su dekorativnu ogradu s balusterima. Podrumska etaža novijeg krila ima sa zapadne strane vrtni prilaz. Nad njim je na razini prvog kata bio balkon s pogledom na crkvu i vrtni portal koji je povezan s dvorcem putem 60 m duge aleje okriljene četveroredom ukrasnih kestena.

 Neugodna iznenađenja i prvi rezultati obnove 
Sanacija stanja i rekonstrukcija izvorne arhitekture još su uvijek izvodi, no učinjeno je već mnogo i zgrada je konstrukcijski potpuno u funkciji. Podzidani su novi temelji, poduprti su stopama i zasuti drenažnim materijalom, a kameni potporni zid izgrađen je na 5 m udaljenosti od zgrade kao zaštita od erozije. Provedena je drenaža uz vanjske zidove čitavog objekta, razvedena je vanjska kanalizacijska mreža s izvedenim priključcima za predviđenu unutrašnju, uklonjene su unutrašnje zazide, prezide, čučavci, praonica, kotlovnica te mljekarska i pekarska tehnologija, palijativno je popravljen krovni crijep i odvod krovne vode. Srušena je prizidana garaža.

Građevinskom obnovom starijeg krila rekonstruirana je izvorna arhitektura (prostorni raspored, negdašnji otvori i svodni lukovi), uklonjene su dotrajale kanalizacijske cijevi i provedena unutrašnja podna i zidna hidroizolacija.

Restaurirana je stropna i zidna profilacija u starijem krilu, zidovi na katu su oličeni, obnovljene su podne podloge i postavljen novi parket. Uređene su sanitarne prostorije, provedena je nova električna, plinska, vodovodna, kanalizacijska i telefonska mreža te centralno grijanje.

Nakon građevinske sanacije obavljeni su završni radovi na katu starijeg krila.

Obnovljeni su podrumski prozori i građevna stolarija na katu starijeg krila, stilski je opremljen prvi kat starijeg krila i prizemlje novijeg krila. Uzorno obnovljeni prvi kat starijeg krila već je u javnoj funkciji, no za konačno uređenje interijera vrijednim pokretnim inventarom nužno je obnoviti i osigurati prizemne ulaze i prozore.

Stilskim dekorom uzorno je obnovljen dio unutrašnjeg prostora koji je dostupan posjetiteljima i otvoren za javne komorne priredbe.

Uz ekspertnu pomoć provedena je biološka zaštita aleje kestena.

 Revitalizacija 

Revitalizacijski program u obnovljenoj izvornoj arhitekturi i ambijentalnom kulturno povijesnom ozračju, osiguranom predmetima višestoljetne obiteljske zbirke, zamišljen je kao raznolik, lokalno koristan, društveno angažiran, usmjeren na promicanje integralne kulture i kvalitete života – života koji poštuje korijenje, iskustvo i prokušane vrijednosti, koji se nadahnjuje umjetnošću, glazbom i lijepom riječi, koji čuva zdravlje i prirodu, koji je otvoren prema stranom svijetu, ali je privržen zavičaju i domovini,  koji se zanima za nove spoznaje i služi se modernom tehnologijom, a napreduje ovisno o znanju, kreativnosti, poduzetnosti i realnim mogućnostima. Za sadržaj i ostvarivost programa brinut će se članovi Udruge prijatelja dvorca Sv. Križ, stručnjaci različitih obrazovnih profila i razina, svi jednako složni da pomognu znanjem, umijećem, istraživanjima i radom u rehabilitaciji identiteta i kulturno povijesne uloge dvorca.

Svrha predviđenog revitalizacijskog programa nije da vraća u povijest, nego da tragovi povijesti budu izazov u sadašnjosti, da osnaže prigušeni glas nenametljivog, mnogostrano obrazovanog, europski uljuđenog i nacionalno određenog, zavičajno duboko ukorijenjenog identiteta, koji zajedničku dobrobit pretpostavlja osobnom probitku, koji je nedovoljno utjecajan u sadašnjosti, a koji je stoljećima bio djelotvorno prisutan na hrvatskom tlu i ne smije biti zanemaren u prezentaciji prepoznatljivih obilježja nacionalne kulture. Premda je program zamišljen fleksibilno, komorno glazbene priredbe i predavanja iz aktualnih društvenih i znanstvenih tema održavat će se redovito prema najavljenom godišnjem programu.

Financijsku samoodrživost revitaliziranog dvorca Sv. Križ Začretje djelomice bi trebao osigurati Institut za informatičke inovacije, a djelomice različite priredbe, poslovne prezentacije i predavanja na popularizacijskoj i ekspertnoj razini. Cilj je predviđenih aktivnosti da potiču razvitak i obrazovanost, da privuku široki raspon korisnika, posjetitelja i aktivnih sudionika.

Vidi: Dvorac Jakovdvor  Arhivirana inačica izvorne stranice od 21. rujna 2007. (Wayback Machine) prof.dr. Mirna Floegel-Mršić; Villas 2005: Dvorac Sv. Križ Začretje - vizija života na krhotinama prošlosti

## Kultura
U Svetom Križu Začretju od 1838. godine djeluje pučka škola, od 1844. limena glazba, 1876. čitaonica, a od 1891. Dobrovoljno vatrogasno društvo. U 70-im godinama devetnaestog stoljeća u mjestu je sjedište podžupanije, prilično važnog dijela državnog sustava. U radu podžupanije sudjelovali su uglavnom obrazovani ljudi pa je njihova potreba za kulturom bila poticaj vrijednim suvremenicima da organiziraju aktivnosti vezane uz kulturu. Uoči Drugoga svjetskog rata u našoj je okolici djelovalo 10-ak tamburaških sastava. Nakon rata u školi djeluje 12 učitelja s nizom kulturo-umjetničkih sekcija. Počinje s radom dramska sekcija, muzička sekcija i foto sekcija koje okupljaju mlade ljude mjesta. 

Puhački orkestar «Ivo Tijardović – Regeneracija» osnovan je 1844. godine u selu Ciglenici koje je sad spojilo (razdvojeno autocestom) sa Svetim Križem Začretjem. Počelo je 7 entuzijasta lokalno zvanih «Pleh mužika». Do formiranja dobrovoljnog vatrogasnog društva (DVD)u Svetom Križu djelovao je samostalno pod imenom  «Ciglešani». Uz pristanak obitelji skladatelja Ive Tijardovića orkestar 1978. godine dobiva njegovo ime. Istovremeno je član DVD-a Brezova i kulturno umjetničkog društva u Svetom Križu Začretju. Uz proslavi 140. godišnjice postojanja ugovoreno je dugoročno sponzorstvo s tvrtkom "Regeneracija" iz Zaboka.

Puhački orkestar «Pačetanci» su formirani 1950. iz tamburaškog sastava u mjestu Donja Pačetina. Od 1995. godine u suradnji sa Zagrebačkim mažoretkinjama Pačetanci su postali protokolarni orkestar grada Zagreba. Imaju stalne brojne nastupe u Zagrebu i županiji.

KUD "Lavoslav Vukelić"  Arhivirana inačica izvorne stranice od 3. ožujka 2009. (Wayback Machine) je osnovan 1976. godine. Društvo Hrvatskog zmaja postavilo je 1929. na zgradu na Trgu hrvatske kraljice Jelene spomen-ploču s tekstom: «Ovdje je umro 26.III. 1875. Lavoslav Vukelić, hrvatski pjesnik (*20.III. 1840.). Postaviše Braća hrvatskog zmaja 1928.» Ploča je obnovio KUD 1977.godine. Danas u KUD-u djeluju folklorna i tamburaška sekcija.

«Udruga za kulturu, zabavu i šport» osnovana je 2003. izdvajanjem pjevačkog zbora i dramske sekcije iz KUD-a «Lavoslav Vukelić».
  
Dječji zbor «Cvrkutići» osnovan je 1990. godine, voditelj je bila prof. Cecilija Japec.

Etno-grupa «Zvirek» je udruga građana formirana 1989. kao Etno-grupa za njegovanje starih zanata.
 
Udruga za promicanje narodnih običaja, starina, priča i legendi «Coprnjaki i Coprnice» osnovana u selu Sekirišće. Imaju potporu za uređenje Coprnjastog puta od Academy for Educational (AED) sredstvima Američke agencije za međunarodni razvoj (USAID). Iz njihova projekta: Kroz integralni doživljaj jedinstvenog Hrvatskog zagorja želimo na suvremeni i huku vremena primjereni način, prezentirati ponudu prirodnih sadržaja, kulturno povijesnu baštinu i kulturni identitet zagorskog čovjeka kroz njegove običaje i navade, njegujući pri tom nasljeđe i duh zagorskog sela.

Udruga «Tjedan kulture, zabave i športa» 1967. godine glazbeno obrazovana i raspjevana mladost, podržana svojim učiteljima, organizira natjecanje pjevača amatera s područja Mjesne zajednice Začretje pod popularnim nazivom «Mikrofon je vaš». Iduče godine mijenja naziv u "Prvi glas Začretja". Danas ima naziv Prvi glas Zagorja i traje organizirano 7 dana u športu i glazbi. Pobjednik nastupa na festivalu "Kajkavske popevke" u Krapini.

## Šport
U Svetom Križu Začretju od 1938. godine djeluje nogometni klub Jedinstvo. Danas ima uređeno nogometno igralište s mjestom za 500 gledatelja u ravnici istočno ispod dvorca, između utoka potoka Šemnica i jezerca ispod dvorca. Ima juniorski i seniorski sastav.

Klub za Hokej na travi Jedinstvo je formiran 1948. godine. Imao je igralište sjeverno od Sermageove mogile do šezdesetih godina 20. stoljeća. Osvojio je prvenstvo Jugoslavije 1952. 

Otvorenjem nove Osnovne škole na brdu Dubrava Sveti Križ Začretje dobiva lijepu zatvorenu športsku dvoranu za sve dvoranske športove i otvorene terene za mali nogomet, košarku i odbojku.

- NK Jedinstvo Sveti Križ Začretje
- www.eurohockey.org

## Unutarnje poveznice
- Kulturno-povijesna cjelina Svetog Križa Začretja, zaštićeno kulturno dobro

## Vanjske poveznice
- Službene stranice
- http://www.kudlv.hr  Arhivirana inačica izvorne stranice od 3. ožujka 2009. (Wayback Machine)
- http://www.tz-zagorje.hr/o-zupaniji/odredista/sveti-kriz-zacretje.html  Arhivirana inačica izvorne stranice od 18. kolovoza 2009. (Wayback Machine)
- http://www.zagorjepublic.com/INFO_VODIE/VODIE__Sveti_kriz_Zacretje.pdf%5Bneaktivna+poveznica%5D